# Thema Cherson

I temi dell'impero bizantino

Il Thema Cherson (in greco θέμα Χερσῶνος?, thema Chersōnos), ufficialmente detto Klimata (greco: τὰ Κλίματα) era un thema (ovvero una provincia militare e civile) dell'Impero Bizantino che comprendeva la costa meridionale della Crimea. Il capoluogo era Cherson da cui deriva il nome corrente.
Il thema fu ufficialmente fondato nell'833 ed era importante in quanto controllava il commercio nel Mar Nero. Nonostante la distruzione di Cherson nel 989, il thema si riprese e prosperò, continuando ad esistere fino a quando divenne parte dell'Impero di Trebisonda dopo la Quarta crociata nel 1204.

## Storia
La Crimea aveva fatto parte dell'Impero Romano, e successivamente di quello bizantino, fino all'inizio dell'VIII secolo, quando era stata conquistata dai Cazari.
L'autorità bizantina fu ristabilita dall'imperatore Teofilo, il quale era interessato alla costa settentrionale del Mar Nero per instaurare relazioni con i Cazari. Tradizionalmente la data di fondazione del thema è fissata nell'anno 833 in base a quanto inciso sul sigillo ufficiale, tuttavia ricerche hanno collegato la fondazione del thema con l'incarico affidato ai Bizantini di costruire la nuova capitale cazara a Sarkel nell'839, ed hanno individuato in Petronas Kamateros, l'architetto di Sarkel, il primo governatore (strategos) del thema nell'840/841. La nuova provincia fu inizialmente chiamata ta Klimata, ovvero "i distretti", tuttavia, a causa della preminenza del capoluogo, a partire dall'860 esso fu chiamato, anche nei documenti ufficiali, "Thema Cherson".
La provincia giocò un ruolo importante nelle relazioni bizantine con i Cazari e, dopo il crollo del canato cazaro, con i Peceneghi e la Rus' di Kiev. Fu un centro importante di attività diplomatica, più che militare, dal momento che la guarnigione del thema era ridotta e consisteva prevalentemente in truppe arruolate in loco. La debolezza miliare del thema è mostrata dai trattati di Bisanzio con la Rus' del 945 e del 971, il secondo dei quali inteso a difendersi dai Bulgari Bianchi.
Cherson prosperò dal IX all'XI secolo come centro del commercio del Mar Nero, nonostante la distruzione della città ad opera di Vladimir I di Kiev nel 988/989.
La città si riprese rapidamente: le mura furono ricostruite ed estese al porto nei primi decenni dell'XI secolo. Nella stessa epoca, probabilmente dopo la disfatta di Georgius Tzul nel 1016, il thema fu esteso alla parte orientale della Crimea, come evidenziato dalla titolatura di Leo Aliates "strategos di Cherson e Soldaia" nel 1059. La parte orientale, tuttavia, fu nuovamente persa alla fine del secolo, in favore dei Cumani.
Quasi nulla è noto di Cherson nel XII secolo e ciò è indice di un periodo di relativa tranquillità. Cherson ed il suo thema rimasero sotto il dominio bizantino fino alla prima caduta di Costantinopoli durante la Quarta crociata nel 1204, quando passarono sotto la sovranità dell'Impero di Trebisonda, uno degli stati nati dalla disgregazione dell'Impero Bizantino (vedi Perateia).

## Amministrazione
L'amministrazione del Thema Cherson seguiva il modello tipico dei themata bizantini: a capo della provincia c'era uno "stratega", dal quale dipendevano i funzionari militari e civili, fra cui il "turmarca" di Gothia, attestato alla fine dell'XI secolo, ed i kommerkiarioi (greco: κομμερκιάριοι) , che fungevano da esattori e doganieri..
Le città conservavano un'ampia autonomia, a partire da Cherson che era amministrata da esponenti dell'élite cittadina (gli arconti) sotto un proteuon ("primate"). Cherson godeva del diritto di battere moneta, avendo ripreso a coniare sotto l'imperatore Michele III (842–867), e rimase per lungo tempo l'unica zecca dell'Impero Bizantino oltre a Costantinopoli. L'autonomia di Cherson è inoltre evidenziata dal fatto che il governo imperiale versava un sussidio annuale (pakta) ai reggenti della città nella forma in cui venivano sussidiati i sovrani alleati, e l'imperatore Costantino VII Porfirogenito (913–959) nel suo De Administrando Imperio  in merito all'eventualità di una rivolta cittadina, consigliava allo stratega locale di interrompere il pagamento del sussidio in questione e assegnarlo a qualche altra città del thema.
Alla fine dell'XI secolo il Thema Cherson era governato da un "catapano".